# Кемпно
Кемпно (пол. Kępno, нім. Kempen) — місто в південно-західній Польщі.

## Історія
22 січня 1945 року нацистські війська вибиті 16-ю бригадою полковника Всеволода Ривжа.

## Демографія
Демографічна структура станом на 31 березня 2011 року:
|          | Загалом | Допрацездатний вік | Працездатний вік | Постпрацездатний вік |
| -------- | ------- | ------------------ | ---------------- | -------------------- |
| Чоловіки | 7041    | 1369               | 4993             | 679                  |
| Жінки    | 7719    | 1296               | 4717             | 1706                 |
| Разом    | 14760   | 2665               | 9710             | 2385                 |